# شاين دي
شاين دي (بالإنجليزية: Shane Dye) هو فارس نيوزيلندي، ولد في 26 سبتمبر 1966.